# Arhopalus biarcuatus
Arhopalus biarcuatus es una especie de escarabajo longicornio del género Arhopalus, tribu Asemini, subfamilia Spondylidinae. Fue descrita científicamente por Pu en 1981.

## Descripción
Mide 24 milímetros de longitud.

## Distribución
Se distribuye por China.